# NGC 428

NGC 428

NGC 428 في الفهرس العام الجديد، هي مجرة، تقع في كوكبة قيطس. اكتشفت في 20 ديسمبر 1786 بواسطة ويليام هيرشل.

## روابط خارجية
- NGC 428 على موقع ويكي سكاي: DSS2, SDSS, GALEX, IRAS, Hydrogen α, X-Ray, Astrophoto, Sky Map, Articles and images